# Coptomia nigriceps
Coptomia nigriceps är en skalbaggsart som beskrevs av Waterhouse 1878. Coptomia nigriceps ingår i släktet Coptomia och familjen Cetoniidae. Inga underarter finns listade i Catalogue of Life.